# Парк, Джеймс
Джеймс Во «Джим» Парк (англ. James Vo «Jim» Parque; род. 8 февраля 1976 года в Норуолке, штат Калифорния, США) — бывший американский профессиональный бейсболист, выступавший на позиции питчера в клубах «Чикаго Уайт Сокс» и «Тампа-Бэй Рейс». В составе сборной США стал бронзовым призёром летних Олимпийских игр 1996 года.

## Спортивная карьера
С 1994 по 1997 год Парк учился в Калифорнийском университете, в котором играл в бейсбол за местных «медведей». За время игры в студенческой лиге Джеймс стал обладателем множества командных и личных наград. В 1996 году Парк стал бронзовым призёром летних Олимпийских игр, которые проходили в Атланте. Джеймс выходил на поле в четырёх матчах, два из которых сборная США уверенно выиграла, а дважды уступила, в том числе в полуфинальном матче против сборной Японии. В июне 1997 году Парк был выбран в первом раунде драфта под общим 46-м номером командой «Чикаго Уайт Сокс».
За первые два сезона Парк сменил три команды, играющие в Низшей лиги и находящиеся в системе Уайт Сокс. С 1998 года Джеймс стал выходить на площадку в составе основной команды. Однако индивидуальная статистика Парка была далека от идеальных показателей. За 5 сезонов, проведённых в составе Уайт Сокс, показатель ERA Парка составил 5,21. С каждым годом показатели Парка стали ухудшаться, и в конце 2002 года Джеймс стал свободным агентом. Сезоны 2003 и 2004 годов Парк провёл в Низших лигах в командах из системы «Тампа-Бэй Рейс» и «Аризона Даймондбэкс». 24 июня 2004 года Джеймс Парк объявил, что приостанавливает свою спортивную карьеру из-за травмы руки, беспокоившей его с 2000 года.
В 2007 году Парк попытался вернуться в бейсбол, подписав контракт с «Сиэтл Маринерс», но уже спустя пару месяцев был отпущен из клуба, ни разу не сыграв за основной состав.

## Допинг
В декабре 2007 года был опубликован «Доклад Митчелла», в котором сенатор Джордж Митчелл назвал имена 89-ти бейсболистов MLB, которые принимали во время своей спортивной карьеры различные виды стероидов. Среди названных имён было и имя Джорджа Парка, которого обвинили в употреблении гормона роста. В июле 2009 года Парк признался, что применял его для того, чтобы ускорить выздоровление травмированного плеча.